# Fontein Droogbak
Fontein Droogbak is een fontein in Amsterdam-Centrum.
Deze kleine fontein werd in 2000 geplaatst ter afronding van de restauratie (en verbouwing) van Droogbak aan de gelijknamige straat in Amsterdam. Ontwerper van de fontein is architect Simon Sprietsma, werkend voor de Dienst Ruimtelijke Ordening (Dienst Binnenstad). Hij ontwierp een fontein in de vorm van een zeester, vijfhoekig. Ze ligt op een bassin van waaruit water omhoog wordt gepompt; het water vloeit terug via roosters op het eind van de vleugels. De basis wordt gevormd door Indiaas graniet, dat werd bewerkt, geleverd en geplaatst door een steenhouwerij in het Friese Buitenpost. De omlijsting is diepzwart, de bodem van de fontein is van blauw-groen glasmozaïek. Er zijn zes spuiters; een hoge in het midden en vijf lage in de uitlopers. ’s Avonds wordt de fontein verlicht. In de winter wordt de fontein afgedekt met roestvast stalen platen, de nachtelijke verlichting straalt dan door openingen in de afdekking heen. Op de randen van de fontrein staat door middel van pictogrammen aangegeven dat het hier niet om drinkwater gaat. 
Het fontein stond vanaf plaatsing op een kale stenen vlakte, die in 2018 naar een ontwerp van landschapsarchitect Sanne Horn voorzien werd van bomen om het een vriendelijker uitstraling te geven.     

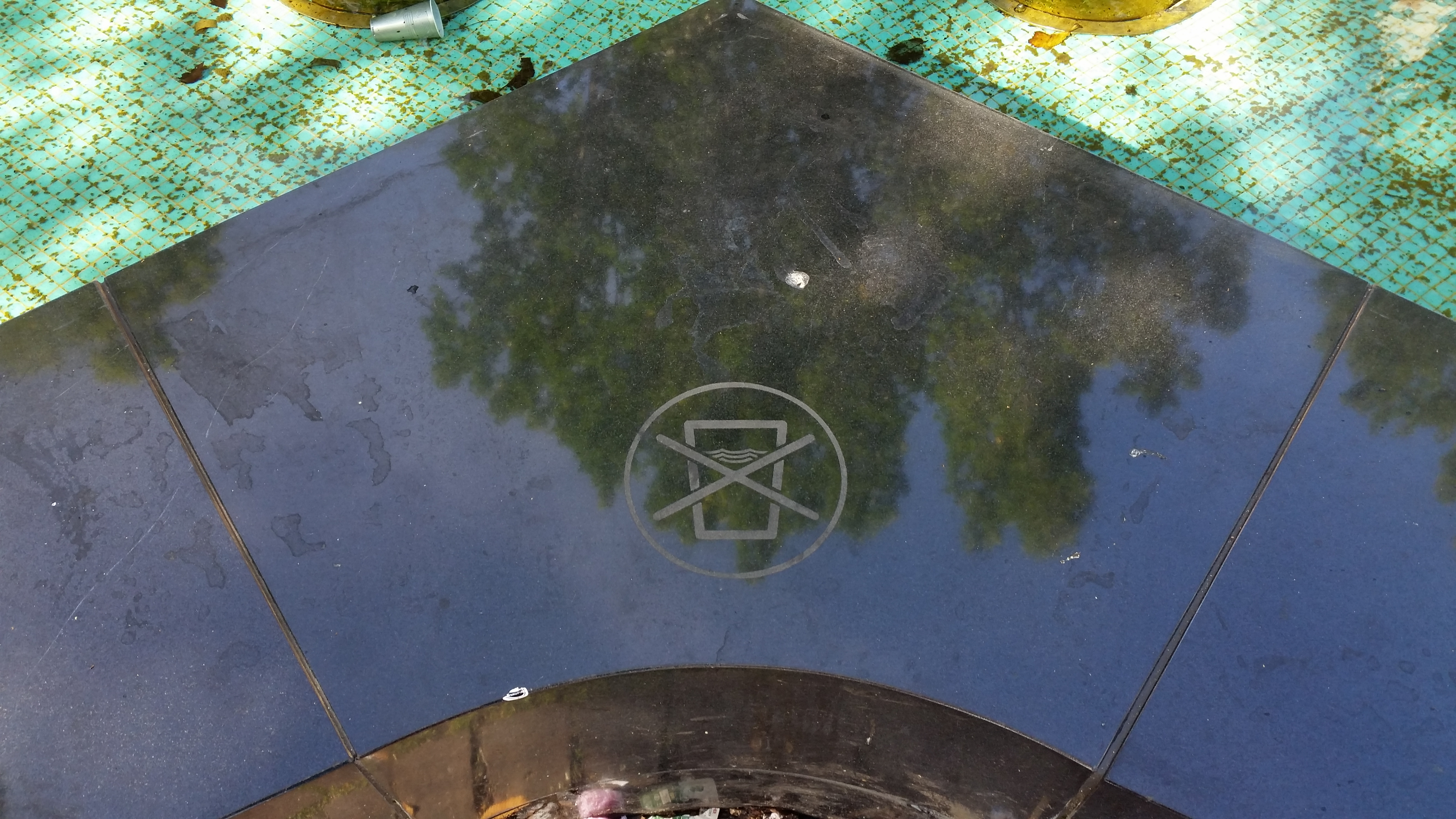
Pictogram "geen drinkwater" (september 2019)